# Дмитрієвка (Тимірязєвський район)
Дми́трієвка (каз. Дмитриев) — село у складі Тимірязєвського району Північноказахстанської області Казахстану. Адміністративний центр Дмитрієвського сільського округу.
Населення — 454 особи (2021; 709 у 2009, 884 у 1999, 952 у 1989).
Національний склад станом на 1989 рік:
- казахи — 39 %
- росіяни — 30 %
- українці — 22 %.